# Saab 9-X Air

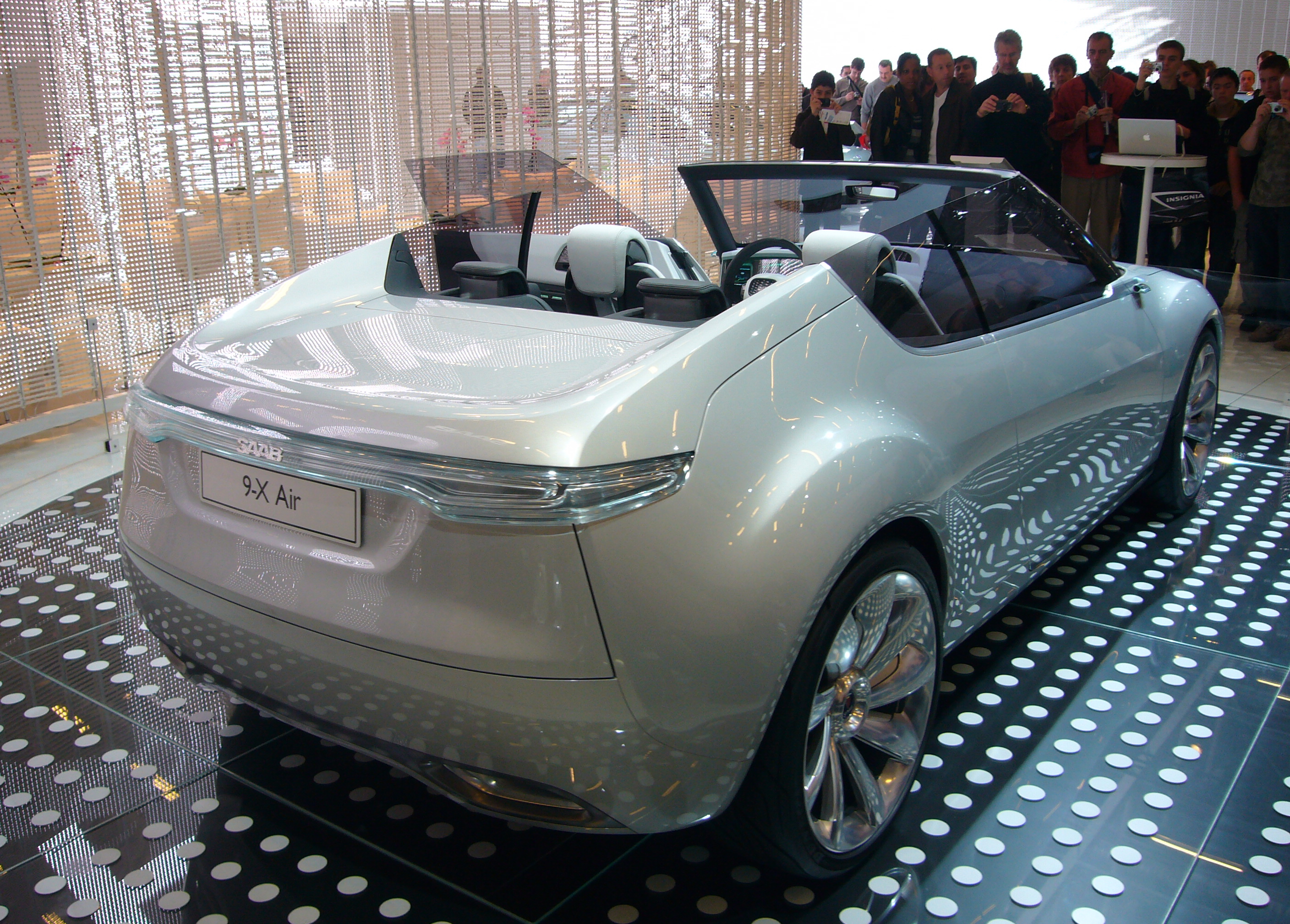
Saab 9-X Air на Парижском автосалоне 2008 года.

Saab 9-X Air — концепт-кар, созданный компанией Saab Automobile. Впервые его показали на Парижском автосалоне 2008 года. Это кабриолет Saab 9-X Biohybrid с брезентовой крышей, которую Saab называет «Canopy Top». Автомобиль представляет собой подключаемый гибрид, сочетающий двигатель E100 с турбонаддувом мощностью 260 л.с. (194 кВт) в сочетании с двумя электродвигателями.
Как и родственный концепт-кар Saab 9-X Biohybrid версия Air базировалась на платформе GM Delta
К сожалению, 9-X Air оказался пустой тратой денег, которых у шведской фирмы и так было в обрез. К тому моменту боссы GM уже приняли окончательное решение, и оно было не в пользу Saab.